# Littleton (Virgínia Ocidental)
Littleton é uma cidade  localizada no estado norte-americano de Virgínia Ocidental, no Condado de Wetzel.

## Demografia
Segundo o censo norte-americano de 2000, a sua população era de 207 habitantes.
Em 2006, foi estimada uma população de 198, um decréscimo de 9 (-4.3%).

## Geografia
De acordo com o United States Census Bureau tem uma área de
0,5 km², dos quais 0,5 km² cobertos por terra e 0,0 km² cobertos por água. Littleton localiza-se a aproximadamente 317 m acima do nível do mar.

## Localidades na vizinhança
O diagrama seguinte representa as localidades num raio de 28 km ao redor de Littleton.